# Estado vegetativo
El estado vegetativo persistente o estado de coma persistente es la condición clínica en el cual la persona no da ningún signo evidente de conciencia de sí o del ambiente, y parece incapaz de interactuar con los demás o de reaccionar a estímulos adecuados.
El diagnóstico correcto es difícil y normalmente requiere una larga y atenta observación en centros especializados. Algunas de estas personas, con una atención apropiada y rehabilitación, son capaces de salir del estado vegetativo. Pero muchos otros permanecen en ese estado, incluso durante años, sin soportes tecnológicos.

## Definiciones
Existen varias definiciones que varían según el uso técnico o el lego, y diferentes implicaciones legales en distintos países.

### Definiciones médicas

#### Definición y terminología médica
El síndrome fue descrito por primera vez por el psiquiatra austriaco Ernst Kretschmer en 1940 como síndrome apálico. Kretschmer describió un estado clínico caracterizado por la pérdida de función del pallium, la pared dorsal del telencéfalo, que abovedaba los ventrículos; más tarde también se utilizó el término síndrome de Kretschmer.
El término estado vegetativo persistente fue propuesto en 1972 por el neurocirujano escocés Bryan Jennett y el neurólogo estadounidense Fred Plum para describir un nuevo síndrome que parece aparecer debido a la capacidad de la medicina moderna para mantener con vida el cuerpo de los pacientes.
El estado vegetativo persistente consiste básicamente en una condición continuada (de al menos varias semanas) de vigilia inconsciente.
La terminología en este ámbito es bastante confusa. Aunque el término "estado vegetativo persistente" es el más utilizado en los medios de comunicación y en artículos jurídicos, su uso es desaconsejado por los neurólogos, que prefieren la tipología propuesta por el Royal College of Physicians (RCP) en 1996, que distingue entre el estado vegetativo, el estado vegetativo continuo y el estado vegetativo permanente. Esta tipología distingue varios estadios de la afección en lugar de utilizar un término genérico para todos. En su libro más reciente The Vegetative State (El estado vegetativo), el propio Jennett adopta esta denominación, alegando que el componente del término "persistente" "puede parecer sugerir irreversibilidad".
El Consejo Nacional de Salud e Investigación Médica de Australia ha sugerido como alternativa el término "ausencia de respuesta tras el coma"

#### En el Reino Unido
Según el Royal College of Physicians (Real Colegio Británico de Médicos) de Londres, en su actualización de 2013, un estado vegetativo persistente es "un estado inconsciente de vigilia que dura más de unas pocas semanas  [y] se denomina estado vegetativo persistente (o 'continuado')".

## Detección de la conciencia
El problema de si existe o no conciencia en pacientes que no responden es crucial por razones médicas y éticas. En 2016, un análisis de la respuesta del cerebro a los impulsos magnéticos permitió definir un “Índice de Complejidad Perturbacional” (PCI) que separa a los pacientes que no responden e inconscientes (PCI < 0,31) de los pacientes conscientes, respondientes o no (PCI > 0,31).

## Falta de claridad jurídica
A diferencia de la muerte cerebral, el estado vegetativo permanente (PVS, permanent vegetative state en inglés) sólo está reconocido por ley como muerte en muy pocos ordenamientos jurídicos. En los EE. UU., los tribunales han requerido peticiones antes de la terminación del soporte vital que demuestren que cualquier recuperación de las funciones cognitivas por encima del estado vegetativo es considerada imposible por una opinión médica autorizada. En Inglaterra, Gales y Escocia, el precedente legal para la retirada de la nutrición e hidratación clínicamente asistidas en casos de pacientes en un PVS se sentó en 1993 en el caso de Tony Bland, quien sufrió una lesión cerebral anóxica catastrófica en el desastre de Hillsborough de 1989.  Ya no se requiere una solicitud al Tribunal de Protección antes de que se pueda retirar o negar la nutrición e hidratación a los pacientes con PVS (o "mínimamente conscientes" - MCS).
Esta zona legal gris ha llevado a defensores vocales de que se debería permitir morir a aquellos en PVS. Otros están igualmente decididos a que, si es posible la recuperación, se debe continuar con la atención. La existencia de un pequeño número de casos de EVP diagnosticados que finalmente han resultado en una mejoría hace que definir la recuperación como "imposible" sea particularmente difícil en un sentido legal. Esta cuestión legal y ética plantea interrogantes sobre la autonomía, la calidad de vida, el uso adecuado de los recursos, los deseos de los miembros de la familia y las responsabilidades profesionales.

## Signos y síntomas
La mayoría de los pacientes con PVS no responden a los estímulos externos y sus afecciones están asociadas con diferentes niveles de conciencia. Algún nivel de conciencia significa que una persona aún puede responder, en diversos grados, a la estimulación. Una persona en coma, sin embargo, no puede hacerlo. Además, los pacientes con PVS a menudo abren los ojos en respuesta a la alimentación, que deben realizar otros; son capaces de tragar, mientras que los pacientes en coma subsisten con los ojos cerrados.
La función cortical cerebral (p. ej., comunicación, pensamiento, movimiento con propósito, etc.) se pierde mientras que las funciones del tronco encefálico (p. ej., respiración, mantenimiento de la circulación y la estabilidad hemodinámica, etc.) se conservan. Las funciones no cognitivas de la parte superior del tronco encefálico, como abrir los ojos, vocalizaciones ocasionales (p. ej., llanto, risa), mantener patrones normales de sueño y movimientos espontáneos sin propósito, a menudo permanecen intactas.
Los ojos de los pacientes con PVS pueden estar en una posición relativamente fija, seguir objetos en movimiento o moverse de manera desconjugada (es decir, completamente desincronizada). Pueden experimentar ciclos de sueño-vigilia o estar en un estado de vigilia crónica. Pueden exhibir algunos comportamientos que pueden interpretarse como derivados de una conciencia parcial, como rechinar los dientes, tragar, sonreír, derramar lágrimas, gruñir, gemir o gritar sin ningún estímulo externo aparente.
Las personas en PVS rara vez se encuentran con algún equipo de soporte vital que no sea una sonda de alimentación porque el tronco encefálico, el centro de las funciones vegetativas (como la frecuencia y el ritmo cardíacos, la respiración y la actividad gastrointestinal) está relativamente intacto.

### Recuperación
Muchas personas emergen espontáneamente de un estado vegetativo en unas pocas semanas. Las posibilidades de recuperación dependen del alcance de la lesión cerebral y de la edad del paciente: los pacientes más jóvenes tienen más posibilidades de recuperación que los pacientes mayores. Un informe de 1994 encontró que de aquellos que estaban en estado vegetativo un mes después de un trauma, el 54% había recuperado la conciencia un año después del trauma, mientras que el 28% había muerto y el 18% todavía estaba en estado vegetativo. En el caso de lesiones no traumáticas, como los accidentes cerebrovasculares, sólo el 14% había recuperado la conciencia al año, el 47% había muerto y el 39% seguía en estado vegetativo. Los pacientes que estaban vegetativos seis meses después del evento inicial tenían muchas menos probabilidades de haber recuperado la conciencia un año después del evento que en el caso de aquellos que simplemente estaban vegetativos al mes. Un artículo de New Scientist del año 2000 ofrece un par de gráficos que muestran los cambios en el estado del paciente durante los primeros 12 meses después de una lesión en la cabeza y después de incidentes que privaron al cerebro de oxígeno. Después de un año, las posibilidades de que un paciente con PVS recupere el conocimiento son muy bajas y la mayoría de los pacientes que recuperan el conocimiento experimentan una discapacidad significativa. Cuanto más tiempo esté un paciente en un PVS, más graves serán las discapacidades resultantes. La rehabilitación puede contribuir a la recuperación, pero muchos pacientes nunca progresan hasta el punto de poder cuidar de sí mismos.
La literatura médica también incluye informes de casos de recuperación de un pequeño número de pacientes luego de la eliminación de la respiración asistida con oxígeno frío. Los investigadores descubrieron que en muchos hogares de ancianos y hospitales se administra oxígeno sin calefacción a los pacientes que no responden mediante intubación traqueal. Esto evita el calentamiento del tracto respiratorio superior y provoca un enfriamiento de la sangre aórtica y un enfriamiento del cerebro que, según los autores, puede contribuir al estado de falta de respuesta de la persona. Los investigadores describen una pequeña cantidad de casos en los que a la extracción del oxígeno enfriado le siguió la recuperación del PVS y recomiendan calentar el oxígeno con un nebulizador calentado o retirar el oxígeno asistido si ya no es necesario. Los autores recomiendan además realizar investigaciones adicionales para determinar si este efecto escalofriante puede retrasar la recuperación o incluso contribuir al daño cerebral.
Hay dos dimensiones de la recuperación de un estado vegetativo persistente: recuperación de la conciencia y recuperación de la función. La recuperación de la conciencia puede verificarse mediante evidencia confiable de conciencia de uno mismo y del entorno, respuestas conductuales voluntarias consistentes a estímulos visuales y auditivos e interacción con los demás. La recuperación de la función se caracteriza por la comunicación, la capacidad de aprender y realizar tareas adaptativas, la movilidad, el autocuidado y la participación en actividades recreativas o vocacionales. La recuperación de la conciencia puede ocurrir sin una recuperación funcional, pero la recuperación funcional no puede ocurrir sin la recuperación de la conciencia.

## Aspectos médico-sociales

### En Francia
Según una estimación del Ministerio de Sanidad, en 2014 había en Francia unas 1.500 personas en estado vegetativo crónico o en estado de mínima conciencia. Los hospitales franceses disponen de unas 1.100 camas dedicadas a estos pacientes, repartidas en unas 130 unidades asistenciales de seis a diez camas. Los demás pacientes son atendidos en diferentes estructuras, pero también a veces en su domicilio.
Desde el punto de vista jurídico, una de las leyes que rigen a estos pacientes es la ley sobre los derechos de los pacientes y el final de la vida, conocida como ley Leonetti, que pretende en particular evitar el ensañamiento terapéutico de las personas que, por ejemplo, han tomado previamente disposiciones, cuando gozaban de buena salud, sobre el tipo de cuidados que desearían o no, si se encontraran en esta situación, en particular mediante un documento de voluntades anticipadas.

## Algunos casos notables
- Sunny von Bülow – vivió casi 28 años en estado vegetativo persistente hasta su muerte
- Gustavo Cerati – Cantautor, compositor y productor argentino que falleció tras cuatro años en coma
- Prichard Colón – Exboxeador profesional puertorriqueño y ganador de medalla de oro que pasó años en estado vegetativo después de una pelea
- Nancy Cruzan – Mujer estadounidense involucrada en un caso histórico de la Corte Suprema de los Estados Unidos
- Eluana Englaro – Mujer italiana de Lecco cuya vida acabó tras un proceso judicial tras pasar 17 años en estado vegetativo
- Karolina Olsson
- Karen Ann Quinlan
- Aruna Shanbaug – Mujer india en estado vegetativo persistente durante 42 años hasta su muerte. Gracias a su caso, la Corte Suprema de la India permitió la eutanasia pasiva en el país.
- Ariel Sharon
- Chayito Valdez
- Otto Warmbier